# Josh Childress
Joshua Malik Childress (Harbor City, Los Angeles, 20. lipnja 1983.) je američki profesionalni košarkaš. Igra na poziciji niskog krila, a može igrati i bek šutera. Trenutačno je član grčkog euroligaša Olympiakosa.

## Karijera
Izabran je u 1. krugu (6. ukupno) NBA drafta 2004. od strane Atlanta Hawksa. U svojoj prvoj szoni igrao je gotovo 30 minuta po susretu i prosječno je postizao 10,1 poen, 6 skokova i 1,9 asista. Uz to je sezonu završio kado treći novak po broju sakupljenih double-doublea, iza Emeke Okafora i Dwighta Howarda. U svojoj drugoj sezoni nije napredovao, ali odigrao je dobru sezonu i prosječno je postizao 10 poena, 5,2 skokova i 1,8 asistencija. Najbolju sezonu NBA ligi odigrao je u svojoj trećoj sezoni kada je kao šesti igrač s klupe postizao rekordnih 13 poena, 6,2 skokova i 2,3 asistencije.  
U ljeto 2008. postao je neograničen slobodan igrač i mogao je potpisati za bilo koju momčad u NBA ligi. Umjesto toga, 23. srpnja 2008. potpisuje grčkim Olympiakosom trogodišnji ugovor vrijedan 20 milijuna $. U ugovoru je klauzula da nakon svake od prve dvije godine može otići u neku drugu momčad. Childress je tako odbio troogodišnji ugovor Atlante Hawks vrijedan 33 milijuna $.

## Statistika

### NBA

#### Regularni dio
| Godina    | Klub    | Odig. uta. | Uta. poč. | Min. | 2P%  | 3P%  | Sl. bac.% | Skok. | Asist. | Ukr. lop. | Blok. | Poena |
| --------- | ------- | ---------- | --------- | ---- | ---- | ---- | --------- | ----- | ------ | --------- | ----- | ----- |
| 2004./05. | Atlanta | 80         | 44        | 29.7 | .470 | .232 | .823      | 6.0   | 1.9    | .9        | .4    | 10.1  |
| 2005./06. | Atlanta | 74         | 10        | 30.4 | .552 | .492 | .766      | 5.2   | 1.8    | 1.2       | .5    | 10.0  |
| 2006./07. | Atlanta | 55         | 13        | 36.8 | .504 | .338 | .795      | 6.2   | 2.3    | 1.0       | .6    | 13.0  |
| 2007./08. | Atlanta | 76         | 0         | 29.9 | .571 | .367 | .807      | 4.9   | 1.5    | .9        | .6    | 11.8  |
| Ukupno    |         | 285        | 67        | 31.3 | .522 | .360 | .799      | 5.6   | 1.8    | 1.0       | .5    | 11.1  |

#### Doigravanje
| Godina    | Klub    | Odig. uta. | Uta. poč. | Min. | 2P%  | 3P%  | Sl. bac.% | Skok. | Asist. | Ukr. lop. | Blok. | Poena |
| --------- | ------- | ---------- | --------- | ---- | ---- | ---- | --------- | ----- | ------ | --------- | ----- | ----- |
| 2007./08. | Atlanta | 7          | 0         | 29.3 | .524 | .000 | .500      | 5.7   | 1.6    | .1        | .7    | 7.1   |
| Ukupno    |         | 7          | 0         | 29.3 | .524 | .000 | .500      | 5.7   | 1.6    | .1        | .7    | 7.1   |

### Europa

#### Euroliga
| Sezona    | Liga     | Klub       | Od. uta. | Min. | 2P%  | 3P%  | Sl. bac.% | Skok. | Asist. | Ukr. lop. | Blok. | Poena |
| --------- | -------- | ---------- | -------- | ---- | ---- | ---- | --------- | ----- | ------ | --------- | ----- | ----- |
| 2008./09. | Euroliga | Olympiakos | 11       | 23.6 | .455 | .154 | .588      | 4.4   | 1.3    | .9        | .6    | 9.5   |

#### HEBA A1
| Sezona    | Liga    | Klub       | Od. uta. | Min. | 2P%  | 3P%  | Sl. bac.% | Skok. | Asist. | Ukr. lop. | Blok. | Poena |
| --------- | ------- | ---------- | -------- | ---- | ---- | ---- | --------- | ----- | ------ | --------- | ----- | ----- |
| 2008./09. | HEBA A1 | Olympiakos | 12       | 24.9 | .657 | .348 | .771      | 3.6   | 1.0    | 1.4       | .9    | 15.3  |

## Vanjske poveznice
- Profil na NBA.com
- Profil  Arhivirana inačica izvorne stranice od 12. listopada 2013. (Wayback Machine) na Basketball-Reference.com
- Profil na Euroleague.net
- Profil  Arhivirana inačica izvorne stranice od 5. studenoga 2013. (Wayback Machine) na Basketpedya.com